# Emilio Morel Peguero
Emilio Morel Peguero (El Seybo, 1854 - ib., 3 de julio de 1903) fue un poeta, abogado, notario público, político y periodista dominicano. Nació dentro de una prominente familia de la región oriental de República Dominicana. Fue fundador de El Oriental, el primer periódico impreso de su región natal; también fue diputado de la República por la provincia de El Seybo. En 1887 obtuvo el título de Licenciado en Derecho.

## Familia y descendencia
Su abuelo paterno fue el capitán Juan Morel Doñac, inmigrante francés nacido en Sarlat-la-Canéda.
Entre sus descendientes más notables destacan:
- Emilio Antonio Morel Bobadilla (1884-1958), poeta, periodista, político y diplomático dominicano; hijo.[3]
- Freddy Beras Goico (1940-2010), presentador y productor de TV, humorista y filántropo dominicano; bisnieto.[4]
- Charytín Goyco (1949), presentadora de TV, cantante y actriz dominicana; bisnieta.[4]
- Ivonne Beras Guerrero (1964), presentadora de TV y actriz dominicana; tataranieta.[4]
- Shalim Ortiz Goyco (1979), cantante y actor domínico-puertorriqueño; tataranieto.